# The Burned Hand
Pour plus de détails, voir Fiche technique et Distribution.
The Burned Hand est un film américain réalisé par Tod Browning, sorti en 1915.

## Fiche technique
- Titre : The Burned Hand
- Réalisation : Tod Browning
- Pays de production : États-Unis
- Format : Noir et blanc - 1,33:1 - Film muet
- Genre : court métrage
- Date de sortie : 1915

## Distribution
- William Hinckley : Billy Rider
- Miriam Cooper : Marietta
- William Lowery : le père de Marietta
- Cora Drew (en) : la mère de Marietta
- William Wolbert (en) : l'ami de Billy
- F.A. Turner
- Charles West
- Violet Wilkey (en)